# Břešťany
Břešťany (Duits: Preschen, Preschen in Böhmen of Breschtan) is een Tsjechische plaats in de gemeente Zlonice in de regio Midden-Bohemen en maakt deel uit van het district Kladno. Het dorp ligt op ongeveer 2 km afstand van Zlonice en op ongeveer 6 km afstand van Slaný.
Břešťany telt 175 inwoners (2021).

## Geografie
Břešťany ligt aan de Zlonicebeek.

## Etymologie
De naam is afgeleid van het woord břest (Oud-Tsjechisch: břěst), een archaïsche benaming voor de iep, en betekent dus zoveel als nederzetting van mensen die in de buurt van een iep wonen.

## Geschiedenis
De eerste schriftelijke vermelding van het dorp dateert van 1282, toen Břešťany (villa Wreschan) werd genoemd als eigendom van de heren van Vyšehrad.
Sinds 1960 behoort het dorp tot de gemeente Zlonice.

## Verkeer en vervoer

### Autowegen
Er loopt een regionale weg langs het dorp die Břešťany verbindt met Zlonice enerzijds en Tmáň anderzijds.

### Spoorlijnen
Er is geen station in Břešťany. Het dichtstbijzijnde station is de spoorweghalte Tmáň, die precies tussen Břešťany en Tmáň ligt. De halte ligt aan spoorlijn 096 Roudnice nad Labem - Zlonice.

### Buslijnen
Er is één bushalte in Břešťany:
| Halte             | Lijn | Traject               | Vervoerder |
| ----------------- | ---- | --------------------- | ---------- |
| Zlonice, Břešťany | 590  | Vraný - Nové Strašecí | ČSAD Slaný |

## Bezienswaardigheden
- Monumentale graanschuur, een massief barok gebouw langs de weg aan de zuidkant van het dorp, boven het ingangsportaal gedateerd op 1730, gebouwd door de famalie Kinský;
- Dorpskapel, op een heuvel aan de noordkant van het dorp.

## Galerij

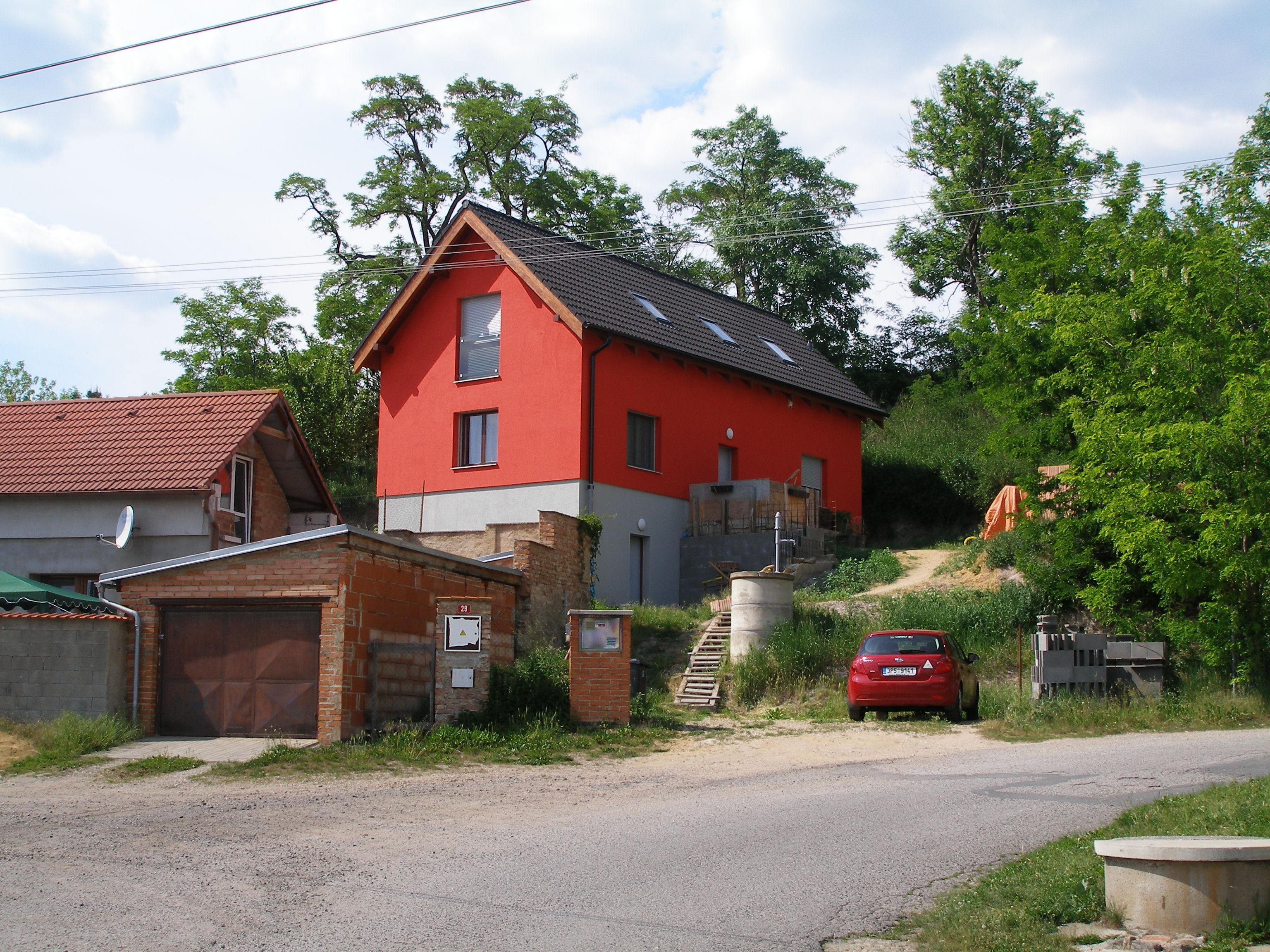
Huis in het dorp (1)
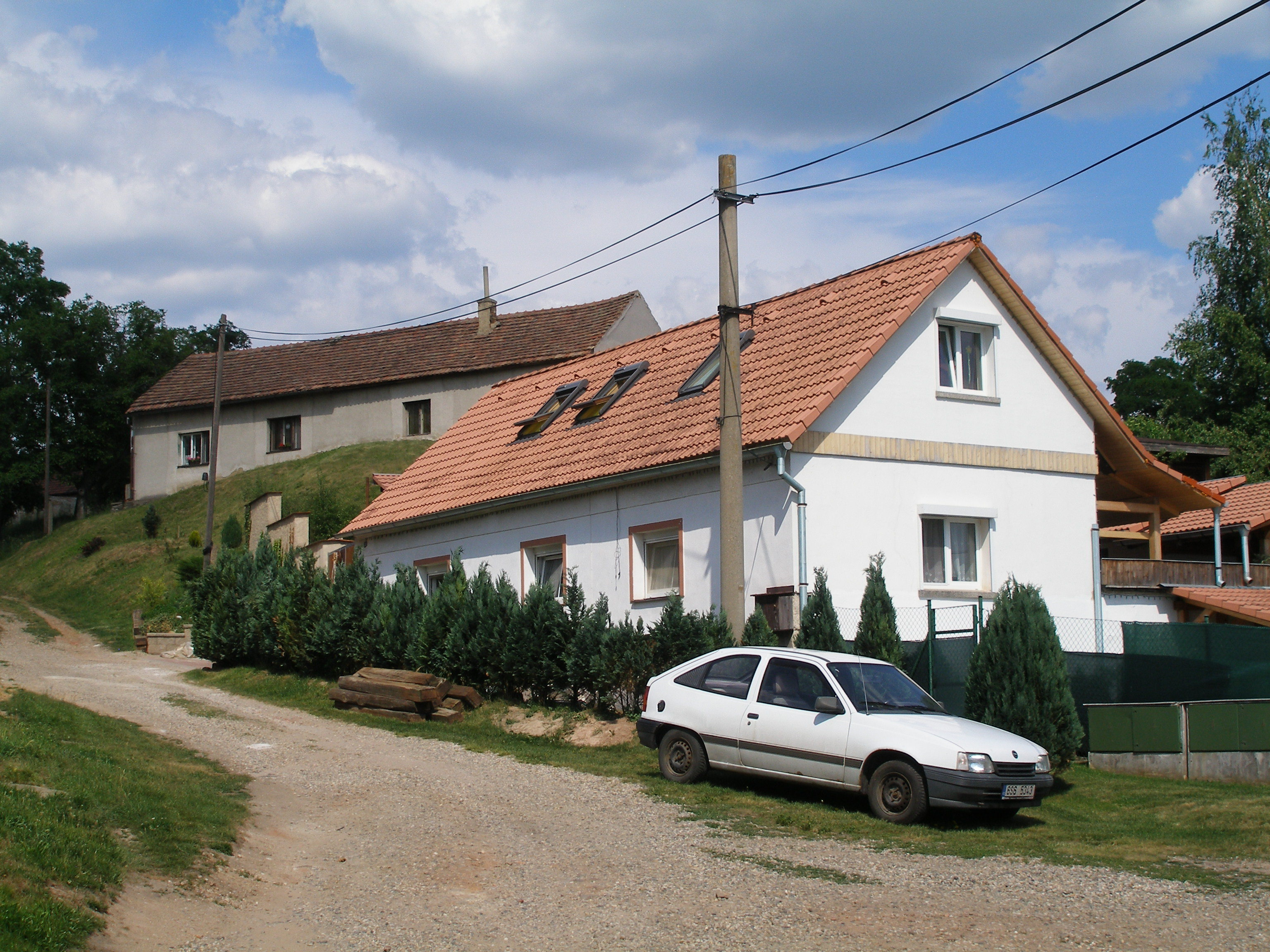
Huis in het dorp (2)
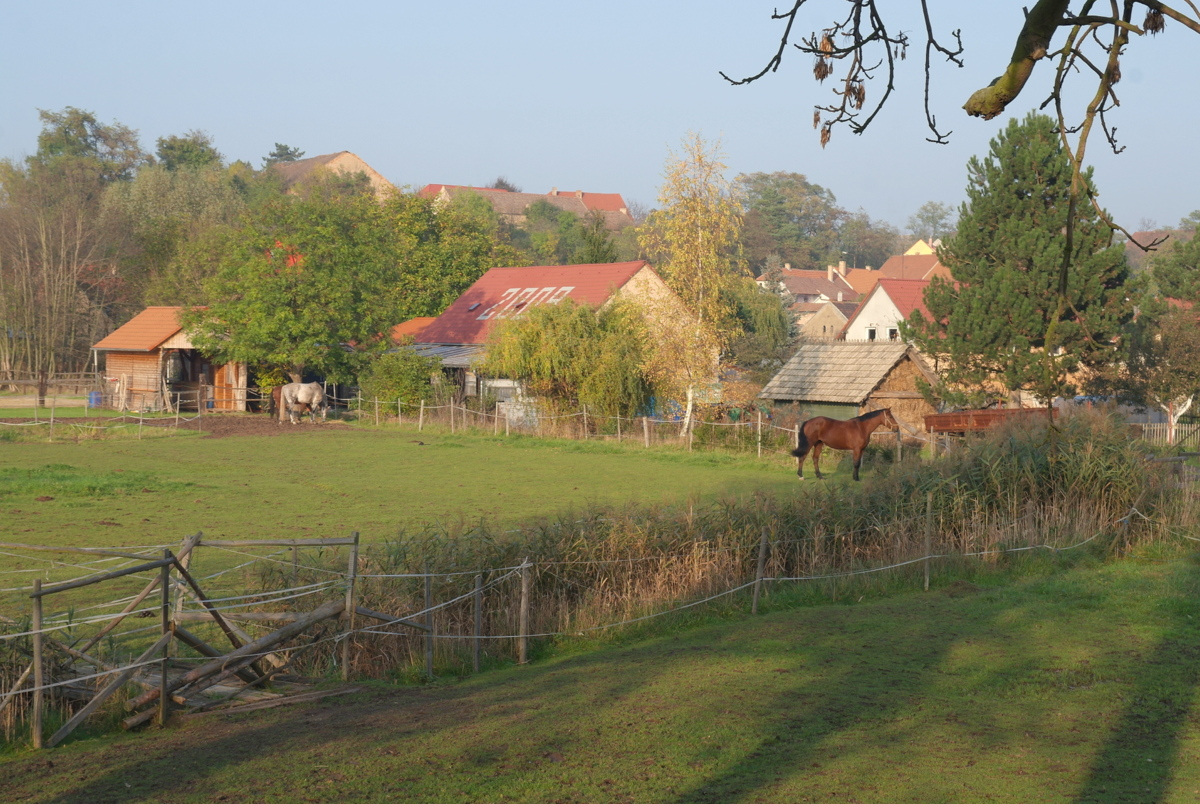
Boerderij in het dorp
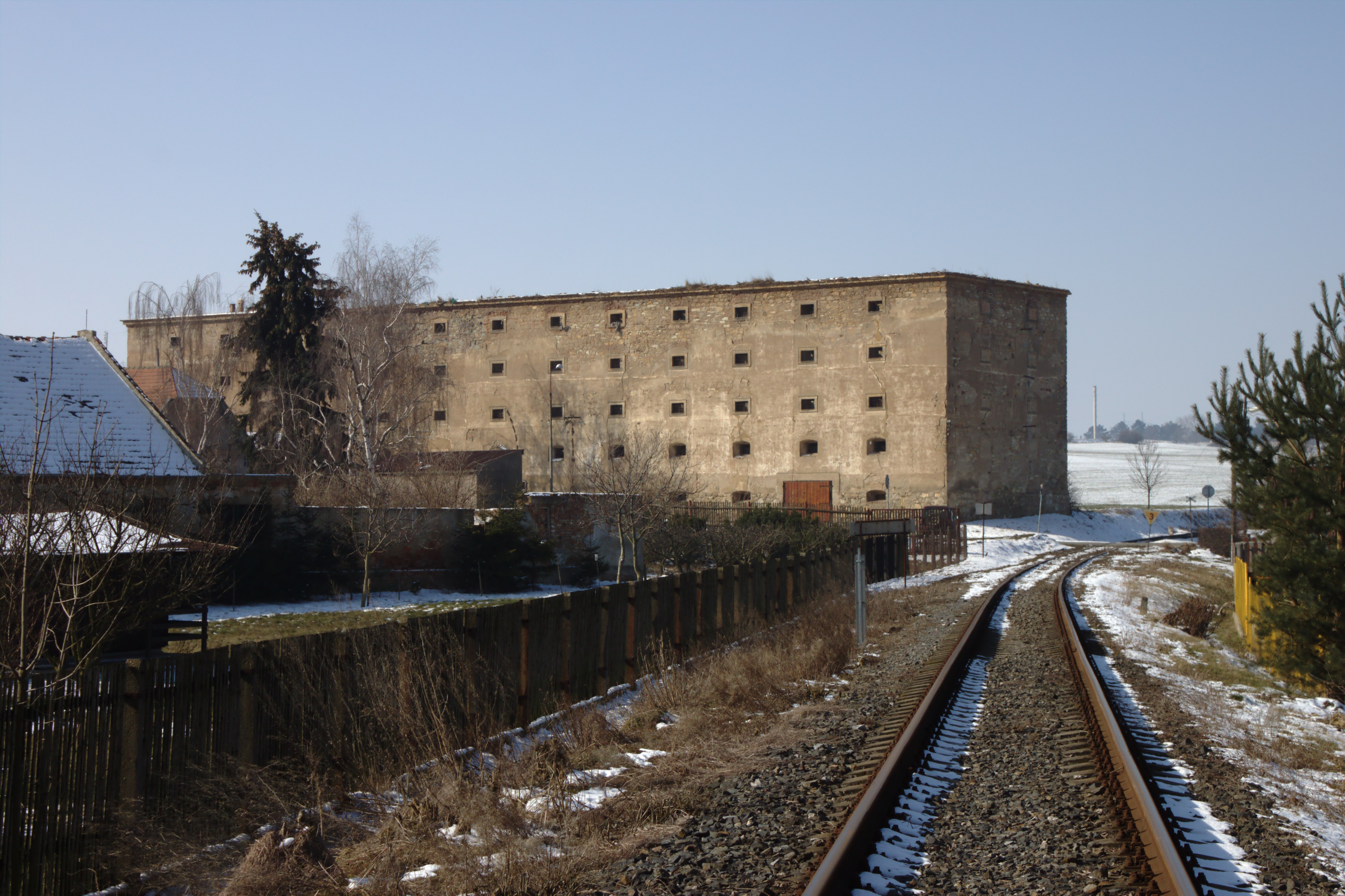
Silo langs spoorlijn 096
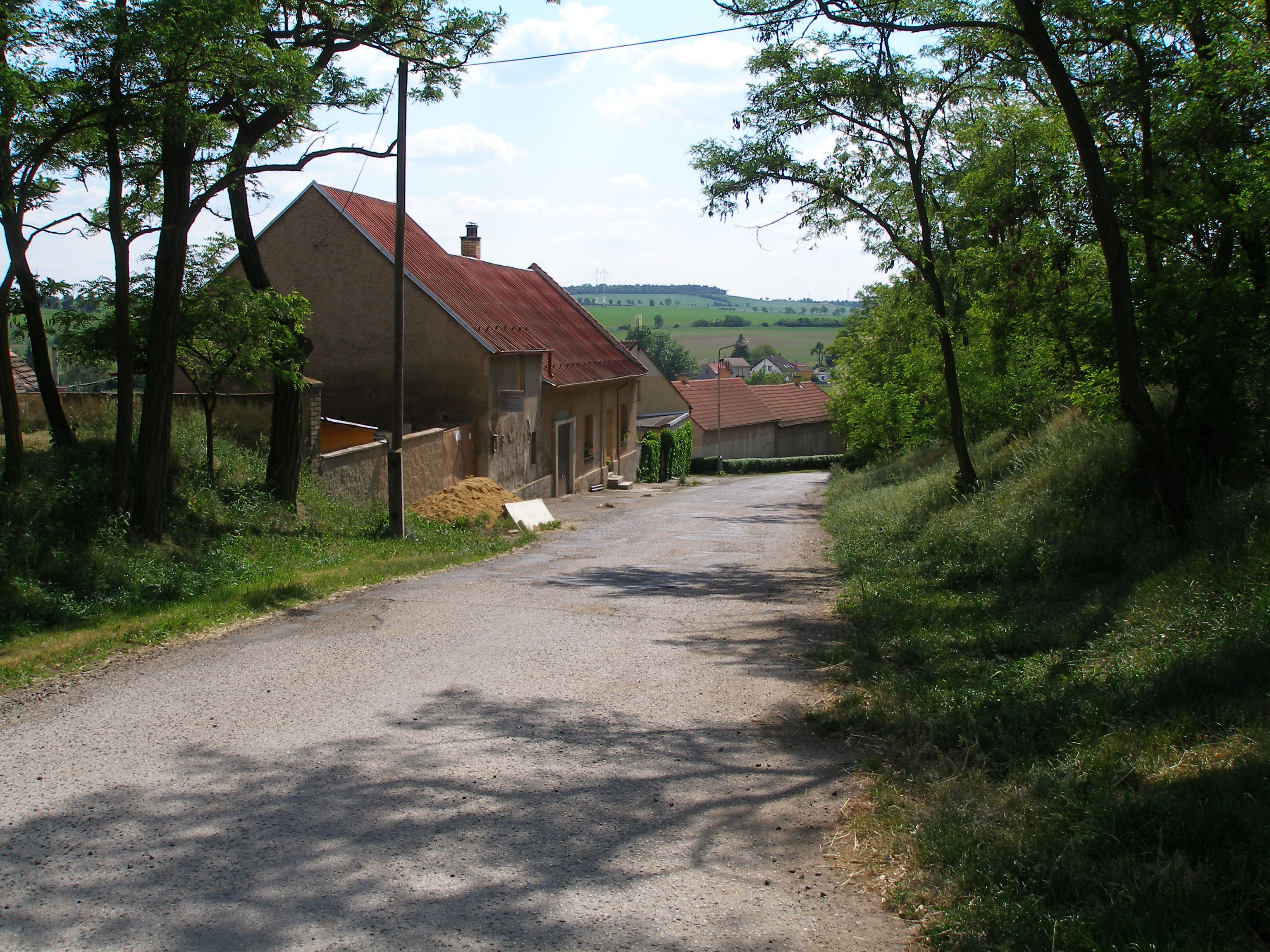
Straat in het dorp (1)
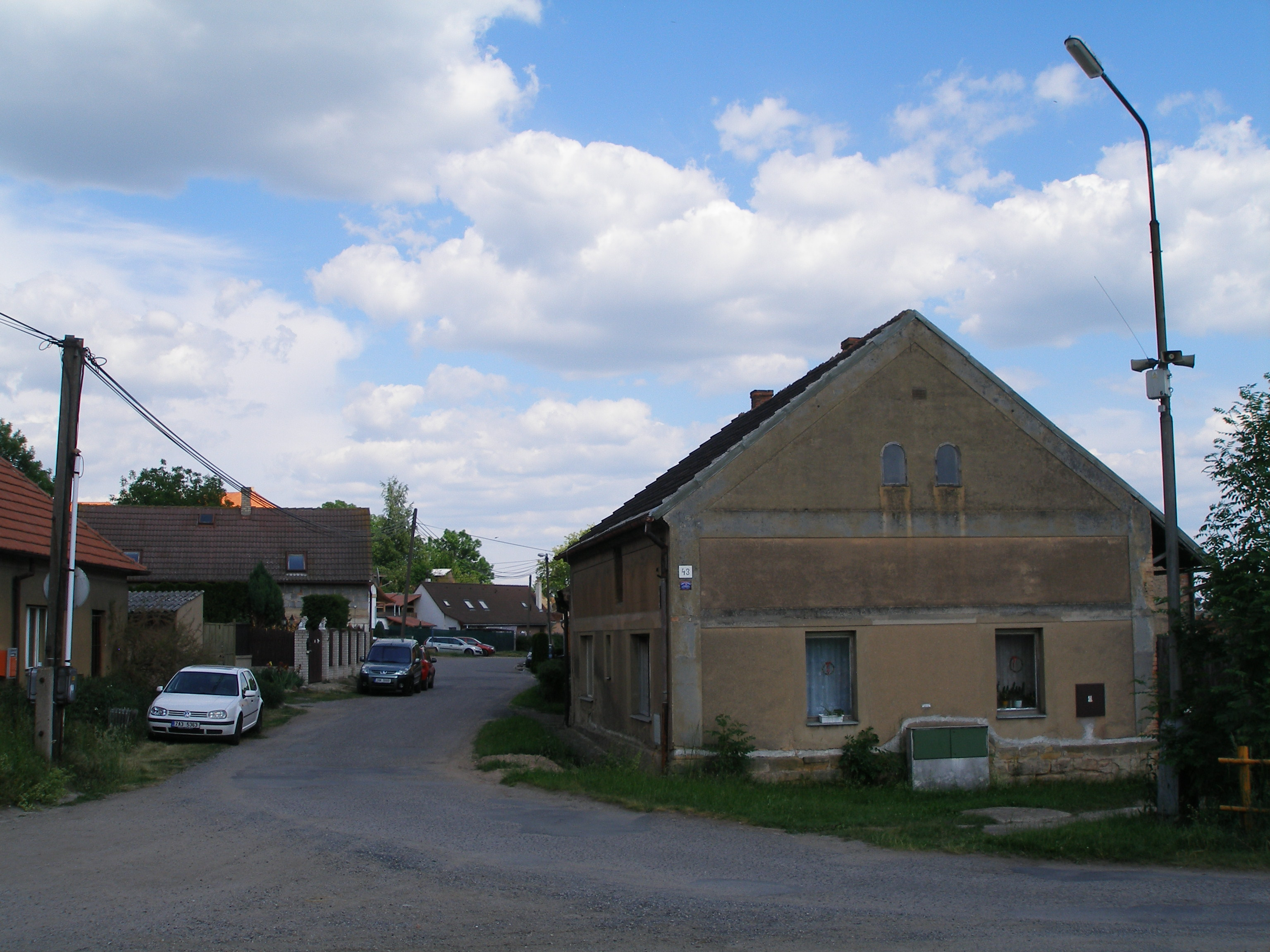
Straat in het dorp (2)
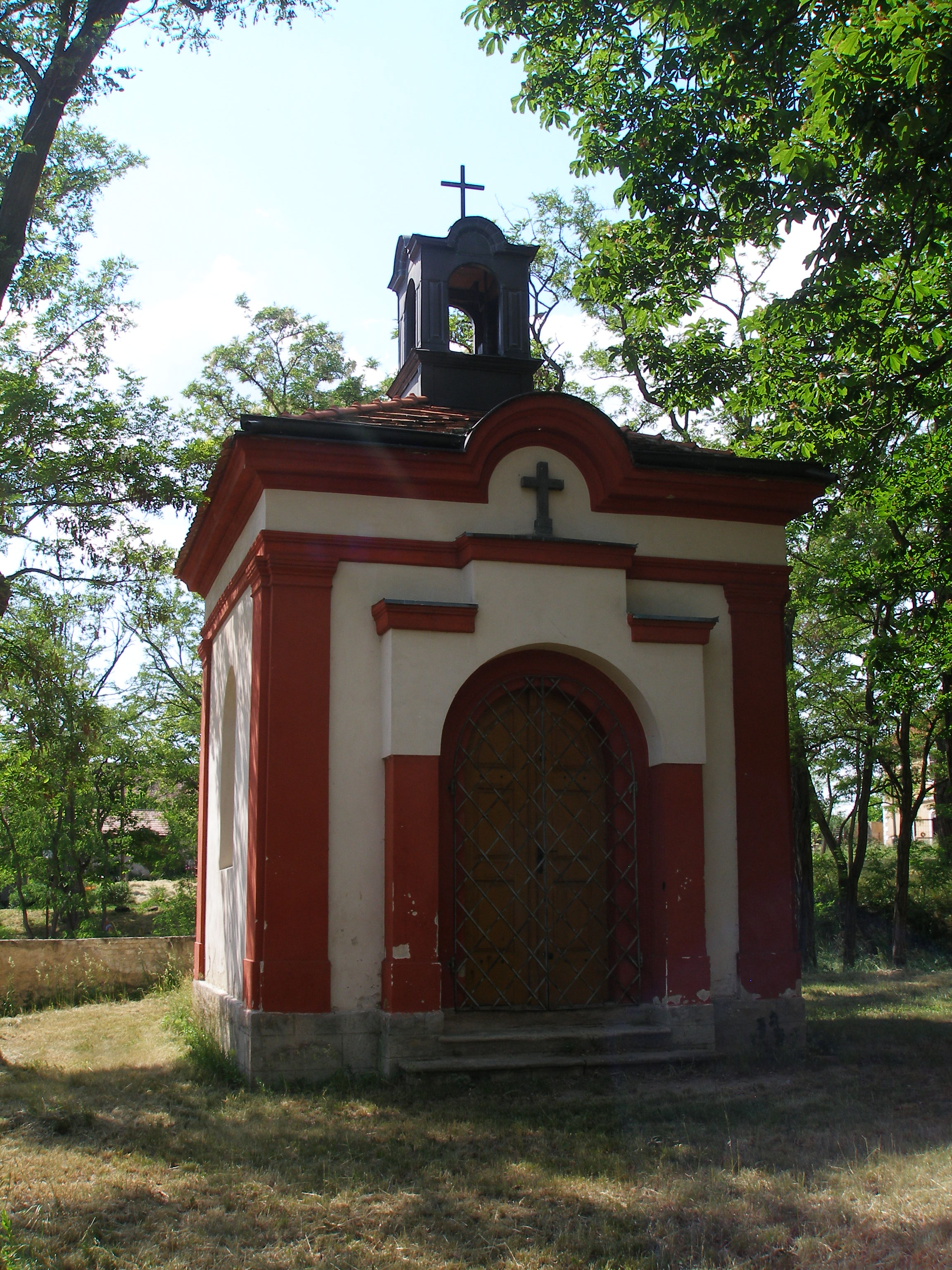
Dorpskapel